# George Clement Perkins
George Clement Perkins (Kennebunkport, 23 agosto 1839 – Oakland, 26 febbraio 1923) è stato un politico statunitense.
È stato il governatore della California dal gennaio 1880 al gennaio 1883. Rappresentante del Partito Repubblicano, è stato inoltre membro del Senato per la California dal 1893 al 1915.